# Łukoszyno-Biki
Łukoszyno-Biki is een plaats in het Poolse district  Sierpecki, woiwodschap Mazovië. De plaats maakt deel uit van de gemeente Mochowo en telt 110 inwoners.